# Penthimia maolanensis
Penthimia maolanensis är en insektsart som beskrevs av Cheng och Li 2003. Penthimia maolanensis ingår i släktet Penthimia och familjen dvärgstritar. Inga underarter finns listade i Catalogue of Life.